# تشارلز ستيوارت (سياسي بريطاني)
تشارلز ستيوارت (بالإنجليزية: Charles Stewart)‏ هو دبلوماسي وضابط بحري وسياسي بريطاني، ولد في 1681، وتوفي في 5 فبراير 1741. انتخب عضو مجلس النواب في برلمان أيرلندا وانتخب عضو مجلس الشعب في برلمان بريطانيا العظمى عن دائرة Malmesbury (UK Parliament constituency) ‏ (25 يناير 1723 – 1727).